# Бартоломю Абът
Бартоломю Едуард Абът (на английски: Bartholomew Edward Abbott) е виден британски солунски търговец от XVIII – началото на XIX век.

## Биография
Роден е около 1739 година в Анкара или Алепо, в семейството на Питър Абът, касиер на Левантинската компания в Цариград. Занимава се с търговия в различни точки на Османската империя. В 1771 година се установява в Солун, според някои с гръцка съпруга. В Солун Абът развива широка търговска мрежа и значително увеличава британския внос и износ. Абът поставя основите на няколко търговски монопола с гръцките земи, които семейството му контролира в следващия век. Около 1778 се жени да Сара Анартари († 20 януари 1818), вдовицата на френския търговец Габриел Шосо и отглежда сина им Питър Шосо (1756-1843) като свой и го взима за бизнес партньор. След смъртта му в 1817 година фирмата, под името „Абът Брадърс“, е наследена от Питър Шосо и сина му Джордж Фредерик Абът.